# كريستوفر كلاوس
كريستوفر كلاوس (بالألمانية: Kristoffer Klauß) المعروف بإسم Gzuz هو مغني راب ألماني من مواليد 29 يونيو 1988 في هامبورغ، ألمانيا الغربية.